# Karl von Holtzbrinck
Karl Friedrich von Holtzbrinck (* 1. März 1815 in Altena; † 22. Oktober 1897 in Bonn) war ein deutscher Gutsbesitzer, Verwaltungsjurist und Landrat.

## Herkunft und Familie
Karl von Holtzbrinck entstammte einer 1766 geadelten Familie und war Sohn der Eheleute Heinrich Wilhelm von Holtzbrinck und Henriette geb. Haardt.
Sowohl sein Vater Heinrich Wilhelm wie auch sein gleichnamiger Großvater waren Landräte im Kreis Altena.
Sein Bruder Heinrich Wilhelm war preußischer Handelsminister und Landrat des Kreises Altena von 1841 bis 1853, sein Bruder Arnold Ludwig war Landrat des Kreises Siegen von 1846 bis 1854 und des Kreises Altena von 1854 bis 1878. Sein Schwager Reinhard von Hymmen war ebenfalls Landrat (Kreis Hagen).
Karl von Holtzbrinck heiratete am 8. Juni 1851 in Herscheid Bernhardine Modesta Caroline Rosette Wilhemine von Hymmen. Aus der Ehe gingen fünf Töchter und ein Sohn hervor.

## Beruflicher Werdegang
Nach dem Reifezeugnis am Gymnasium Düsseldorf studierte er an den Universitäten Bonn und Berlin Rechtswissenschaft und Kameralwissenschaft und legte am 22. April 1836 die Prüfung zum Auskultator beim Kammergericht Berlin mit dem Ergebnis „gut“ ab. Im Juni 1836 wurde er zum Auskultator beim Oberlandesgericht Hamm ernannt. Die Prüfung zum Gerichts-Referendar bestand er mit „sehr gut“, so dass er am 18. März 1839 zum Gerichts-Referendar beim Oberlandesgericht Hamm ernannt wurde. Sieben Monate später wurde er Regierungsreferendar bei der Bezirksregierung Arnsberg. August 1841 wechselte er als Amtmann nach Herscheid und schied im Dezember 1842 auf eigenen Wunsch zunächst aus dem Staatsdienst aus, um sich naturkundlicher Studien zu widmen. 1843 wurde er zum Kreisdeputierten im Kreis Altena gewählt. Vom 1. Januar 1846 an war er wieder als Amtmann in Herscheid tätig, bis er am 9. Januar 1851 mit der kommunalen Verwaltung des Landratsamtes Hagen beauftragt wurde. Die definitive Ernennung zum Landrat des Kreises Hagen war am 3. Dezember 1851. Am 19. April 1856 wurde er auf eigenen Wunsch aus dem Staatsdienst entlassen.
Von Holtzbrinck war Direktor des landwirtschaftlichen Kreisvereins Altena.	
Seinen Militärdienst leistete er als Einjährig-Freiwilliger im Garde-Schützenbataillon Berlin und wurde Secondeleutnant im 16. Landwehrregiment.